# Махров, Кирилл Васильевич
Махров Кирилл Васильевич (20 ноября 1923, Тунис; предположительно в лагере Айн-Драхам или на линкоре «Георгий Победоносец» — 20 декабря 2012, Париж, Франция) — дипломат, торговый атташе Франции, архивист, библиофил, автор публикаций по истории Русского зарубежья во Франции и в Тунисе.

## Биография
Из русских дворян. Сын полковника Генерального штаба, участника 1-й Мировой и Гражданской войн Василия Семёновича Махрова (1887—1940; в эмиграции работал землемером-топографом в Управлении земледелия и сотрудничал в культурно-просветительском отделе Комиссии по делам русских граждан в Северной Африке). Мать — Зоя Витальевна, урожд. Петрова (1900—1994), домохозяйка. Военными были оба дяди: Пётр Семёнович Махров (1876—1964) — генерал-лейтенант, последний начальник Генерального штаба Вооружённых сил на Юге России; и Николай Семёнович Махров(1877—1936) — генерал-майор Императорской армии; в 1918 перешёл на сторону Красной армии в звании комбрига.
Родился и вырос в Тунисе, куда родители эвакуировались с Русской эскадрой. С 1934 жил в отцовском доме в пригороде Туниса со своей приёмной матерью, второй женой отца Зинаидой Дмитриевной, урожд. Юдиной (1889—1961), вдовой героя Порт-Артура генерала А. Ф. Аноева. Учился в лицее на средства Союза взаимопомощи русских эмигрантов.
В 1943, после освобождения союзниками Северной Африки, был призван во Французскую армию, окончил офицерские курсы в г. Шершель в Алжире, оттуда в ноябре 1944-го был отправлен на немецкий фронт в звании лейтенанта. Служил сапёром, участвовал в боевых действиях, получил военный крест «За храбрость».
По окончании войны вместе с приёмной матерью и её сыном Ю. А. Аноевым обосновался в Париже, где окончил Институт политических наук и Школу восточных языков, затем поступил в Сорбонну, где изучал русский язык. Университетская дипломная работа «Животноводство в России в 1905—1914 гг.» была отмечена премией известного французского слависта Пьера Паскаля. Некоторое время служил в юридической конторе, занимавшейся урегулированием франко-германских послевоенных отношений, затем во французском Союзе предпринимателей, преподавал русский язык в лицеях. Составил подробную библиографию русских источников по статистике, которая позже вышла в виде монографии («Источники русской статистики 1755—1956 гг.», Париж, 1966).
В 1951 году женился на Галине Александровне, урожд. Климовой (1922—2003), дочери участника Белого движения полковника Казачьего войска Александра Ильича Климова и Марии Васильевны Ильинской, дочери протоиерея. В браке родились дети: Ольга (1953), Николай (1955) и Алексей (1957). Поддерживал связи с внебрачным сыном Станлеем (1947).
В декабре 1959 получил должность торгового атташе Франции в СССР, в связи с чем с женой и тремя детьми поселился в Москве (до декабря 1962). В эти годы встречался и беседовал с Н. С. Хрущёвым. Тогда же семья познакомилась со многими московскими и ленинградскими художниками-нонконформистами, что нашло отражение в книге Г. А. Махровой «Запретные краски эпохи. Наброски к портретам друзей» (СПб., 1998). Работал в Москве также в июне-августе 1971 и с января 1975 по август 1979. В разные годы служил торговым атташе, советником при Министерстве финансов Франции в Тунисе, Гонконге, Румынии, Греции, Иране. Оказавшись в Тегеране в конце 1979 года, в самый разгар исламской революции, участвовал в тайной операции по освобождению и вывозу из страны сотрудников американской дипломатической миссии, захваченных в качестве заложников революционной толпой с одобрения имама Хомейни. Эти события отражены в историко-драматическом триллере «Операция «Арго»» режиссёра Бена Аффлека (2012).
Вышел в отставку в 1989 году. Был награждён орденами Почётного легиона, «За заслуги», Серебряным крестом ордена Феникс (Греция).
Дальнейшие годы посвятил творческой работе и библиофилии, собрал обширную библиотеку изданий с иллюстрациями русских художников и архив каталогов и газетных вырезок, связанных с выставками русских художников-эмигрантов. Во второй половине 1990-х годов совместно с петербургскими исследователями О. Л. Лейкиндом и Д. Я. Северюхиным подготовил фундаментальный биографический словарь «Художники Русского зарубежья», включивший 750 биографий художников-россиян первой (послереволюционной) волны эмиграции. В 2000-е годы продолжал с теми же соавторами и с привлечением других исследователей из разных стран работать над этой темой, что увенчалось созданием (при поддержке Фонда имени Д. С. Лихачева) сайта «Изобразительное искусство и архитектура Русского зарубежья» и выпуском фундаментального двухтомного издания «Художники Русского зарубежья. Первая и вторая волна эмиграции», включившего 1800 персоналий. Выступал как консультант при устройстве в Париже выставок русского зарубежного искусства, в частности, выставки "Художники Парижской школы, которая прошла в парижском Городском музее современного искусства. В феврале-марте 2001 года опубликовал статью «Доля других».
Соредактор книги воспоминаний своего дяди П. С. Махрова «В Белой армии генерала Деникина. Записки начальника штаба Главнокомандующего Вооружёнными Силами Юга России» (СПб.: Logos, 1994) и составитель книги «Русская колония в Тунисе 1920—2000» (М.: Русский путь, 2008). Выпустил две книги стихов своей жены и книгу её воспоминаний. Оставил незавершённой рукопись книги про художников Русского зарубежья — книжных иллюстраторов.
Умер в Париже, похоронен на кладбище Сент-Женевьев-де-Буа.

## Семья
Жена — Галина Махрова (урожд. Климова) (1922—2003) — дизайнер, живописец, акварелист, книжный иллюстратор (свои работы подписывала: Galina), поэт и мемуарист, автор воспоминаний «Запретные краски эпохи» (1998), «Из России в Россию» (1998), «Мой Тунис» (2003). Посмертно были опубликованы сборники её стихотворений «Poèmes et aquarelles» (Париж, 2007) и «Река, которую ты перешла…» (пер. с франц.; СПб., 2009) и книга воспоминаний «Весь путь, что я преодолела…» (СПб., 2011).
Дочь — Ольга Махрова (род. в 1953) — исследователь русского искусства, переводчик. С 1977 — сотрудник Национального музея современного искусства — Центра Помпиду в Париже. В этом качестве участвовала в организации выставок «Париж — Москва» (Париж, 1979) и «Москва — Париж» (Москва, 1981). В 1998—2001 — генеральный секретарь Французского культурного центра в Москве.